# 麥克斯威爾 (印地安納州摩根縣)
麥克斯威爾（英語：Maxwell）是位於美國印地安納州摩根縣的一個非建制地區。該地的面積和人口皆未知。